# Incontro tra Oscar Wilde e James McNeill Whistler
(James McNeill Whistler risponde ad Oscar Wilde, in un ricevimento dell'1883 a casa di Louise Jopling)
Il 5 maggio 1880 Wilde recensì una mostra di James McNeill Whistler, famoso pittore dell'epoca, complimentandosi con lui per il suo quadro intitolato La ragazza d'oro”. Da questa occasione iniziò una conoscenza fra i due fatta di incontri e scontri.
A proposito di questo loro rapporto scriverà poi Ellen Terry, che li giudicava entrambi tra gli uomini più illustri della sua epoca per la loro spregiudicatezza.
William Schwenck Gilbert con l'aiuto delle abilità pittoriche di George du Maurier pubblicò su Punch diverse caricature di Oscar, giocando sul termine "Wilde-wild" (in inglese wild significa selvaggio) prendendolo in giro per la sua passione per i gigli e per il modo di acconciarsi i capelli.
Un giorno mentre Oscar chiacchierava con Maurier si avvicinò Whistler, chiedendo chi dei due avesse inventato l'altro. Wilde risponderà in seguito che erano stati loro due ad aver inventato Whistler.

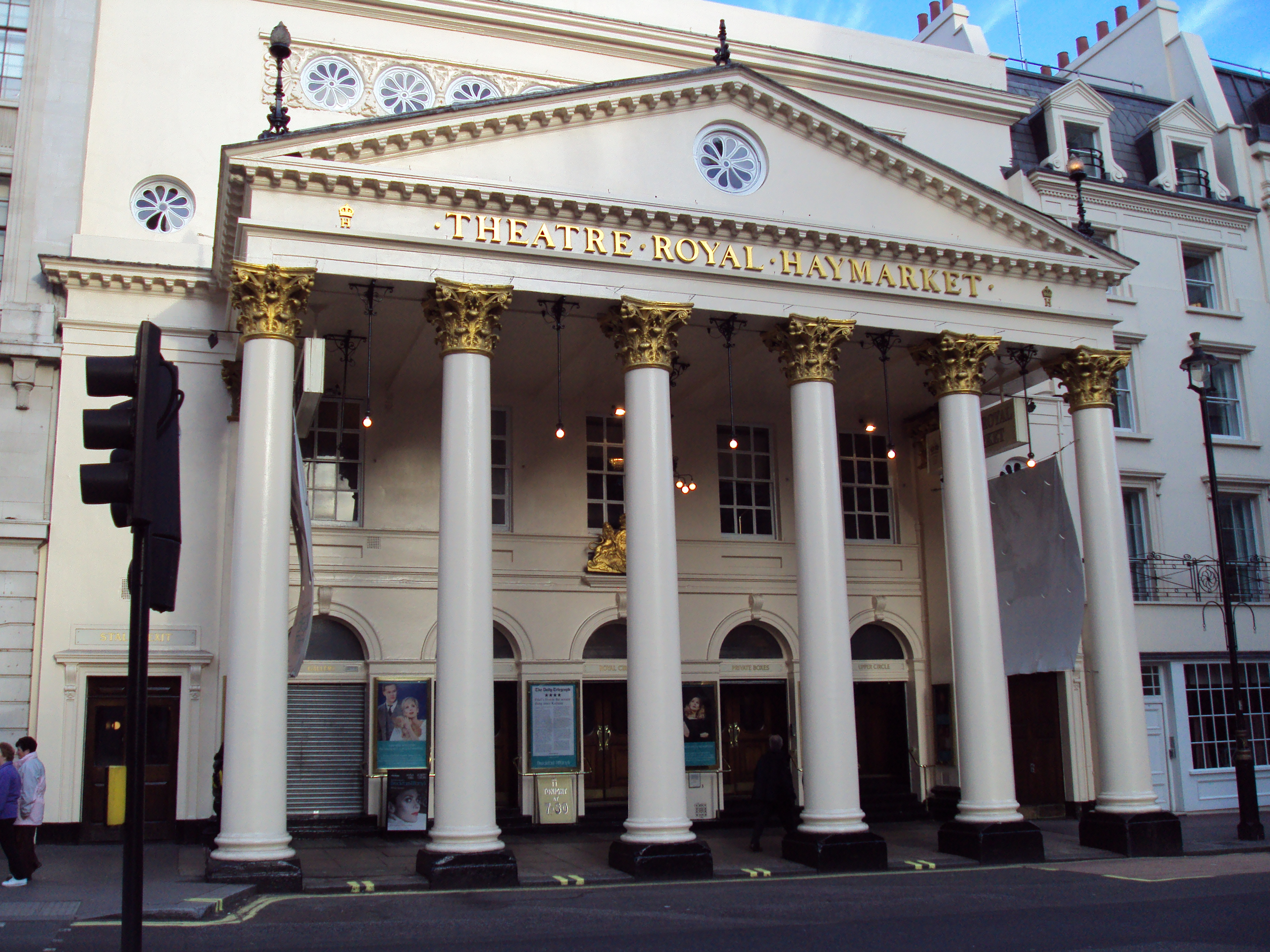
Il Haymarket Theatre di Londra

Celebre lo scambio di battute con Gilbert intercorso una sera al Haymarket Theatre:
In seguito, il loro scambio di battute divenne sempre più aspro, ma mentre Whistler ironizzava per far soffrire, Oscar usava la parola per sedurre. Punch in un articolo li descrisse tutti intenti a spettegolare nei riguardi di alcune attrici: Wilde scrisse alla rivista che non era così perché nei loro incontri essi amavano parlare solo di sé stessi: Whistler aggiunse che in realtà si parlava solo di Oscar. Wilde ribatté: «Parlavamo di te ma io pensavo a me stesso».
Per i loro scambi di battute dissacranti i due finirono per separarsi sino a quando Wilde si riappacificò con il pittore il 29 novembre 1887 in occasione della mostra tenutasi alla Suffolk Gallery, dove Oscar ricevette i visitatori.